# 阿部桐子
阿部 桐子（あべ きりこ、1973年5月29日 - ）は、日本の舞台女優。東京都出身。文学座に所属していた。

## 出演作品

### テレビ
- お局探偵亜木子&みどりの旅情事件帳4
- ノッポさんのコミュニケーション入門

### テレビアニメ
- ワイルドアームズ トワイライトヴェノム（女の子A）

### 吹き替え

#### 担当女優
ルーシー・リュー
- アグリー・ベティ（グレイス・チン弁護士）
- アリー my Love（リン・ウー）
- シカゴ（キティー・バクスター）
- シャンハイ・ヌーン（ペペ姫）※ソフト版
- トゥルー・クライム（トイショップ・ガール）※日本テレビ版
- ペイバック（パール）※テレビ朝日版
- マイ スウィート ガイズ（リア）
- ムーラン2（メイ）※台詞のみ

#### 映画
- アイドル・ハンズ（モリー〈ジェシカ・アルバ〉）
- アドルフの画集（リセロア〈リリー・ソビエスキー〉）
- ALI アリ（ヴェロニカ・ポルシェ〈マイケル・ミシェル〉）
- アンダー・ザ・スキン（アイリス・ケリー〈サマンサ・モートン〉）
- 犬いなる遺産（シャーロット〈コートニー・ドレイパー〉）
- エンジェル・スノー
- キューティ・ブロンド（ヴィヴィアン・ケンジントン〈セルマ・ブレア〉）※日本テレビ版
- 狂っちゃいないぜ（メアリー・ベル〈アンジェリーナ・ジョリー〉）
- クルーエル・インテンションズ3
- サイン（トレーシー〈メリット・ウェバー〉）※ソフト版
- スパイダーマン2
- 続・激突!/カージャック（ルー・ジーン・ポプリン〈ゴールディ・ホーン〉）※スター・チャンネル版
- デッドマンズ・カーブ
- ドラゴンハート 新たなる旅立ち（リアン）
- NOTHING ナッシング（サラ〈マリ＝ジョゼ・クローズ〉）
- ビッグ・フィッシュ
- 変態愛 インセクト
- ボーイズ・ドント・クライ（ケイト）
- ホット・チック
- ホワイト・ライズ（アレックス〈ローズ・バーン〉）
- ミュージック・オブ・ハート
- ライフ・アクアティック
- ワンダー・ボーイズ（ハンナ・グリーン〈ケイティ・ホームズ〉）

#### ドラマ
- ER緊急救命室
  - シーズン10 #6（パトリシア・コリンズ〈ギャザリング・マーベット〉）
  - シーズン11 #5（エレナ・フレミング〈ジュリエット・ジェファーズ〉）
- おまかせアレックス（アニー・マック〈メレディス・ビショップ〉）
- 宮廷女官チャングムの誓い（チョドン）
- ふたりはお年ごろ（キャミー・モートン〈エイミー・デビッドソン〉）
- 名探偵モンク

#### アニメ
- オープン・ウォーター2（ミッシェル〈声：キャメロン・リチャードソン〉）

### 舞台
- 初舞台『髪をかきあげる』（文学座アトリエ公演）
- 『あ?! それが問題だ』（文学座本公演）サンシャイン劇場
- 『お隣りの人々』（パンプランニング）博品館劇場
- 『崩れた石垣、のぼる鮭たち』（本公演）紀伊國屋サザンシアター